# 아이와이어
《아이와이어》(Eyewire)는 프린스턴 대학의 승 연구소(Seung Lab)에서 세바스찬 승이 개발한 집단 지성을 이용한 3D 두뇌 맵핑 게임이다. 현재는 쥐의 망막 뉴런을 통해 실험 중이다. 과학적 기초지식 없이도 누구나 즐길 수 있고, 이 게임에 참여함으로써 망막 신경 세포들간의 연결 상태인 커넥톰(Connectome)을 알아내는데 도움을 줄 수 있다.

## 아이와이어의 어원
아이와이어의 어원은 쥐의 눈(Eye)에 있는 망막의 뉴런 연결(Wire)상태를 규명하는 실험이라는 뜻이다.

## 커넥톰(Connectome)
- 뇌 신경세포들의 연결을 종합적으로 나타낸 '뇌의 지도'이다.
- 게놈 프로젝트 이후 최대의 과학 혁명으로 불리며, 본 연구를 통해 1000억개 신경세포의 연결구조와 활동원리를 파악, 인간의 기억, 의식, 성격등의 비밀을 밝히고 더 나아가 치매, 우울증, 자폐증 등의 치료법을 찾는데 기여할 것으로 기대된다.

## 카운트다운 (CountDown)

### 카운트다운 1
카운트다운 1은 2014년 미리 맵핑된 103개의 세포와 더불어 시작하였다. 이후 1단계에서 50 x 50 마이크론 영역에 있는 19개의 뉴런을, 2단계에서 100 x 100 마이크론 영역에 있는 63개의 뉴런을, 마지막 3단계에서 200 x 200 마이크론 영역에 있는 163개의 뉴런을 맵핑하여 전체 348개의 세포가 맵핑되었다. 2015년 8월 5일 카운트다운 1가 종료되었다.

### 카운트다운 보너스
카운트다운 보너스는 카운트다운 2가 준비될 동안 카운트다운 1의 영역 주변의 세포를 맵핑하였다.

### 실험실 세포 (Lab Cells)
실험실 세포(Lab Cells)는 카운트다운 2의 세포 35개에 대한 테스트였다. 이 과정은 일반적인 과정보다 꽤 복잡하고 합쳐짐과 가지, 마디가 많다.

### 카운트다운 2 (The Dig)
카운트다운 2 (The Dig)는 2016년 1월 28일 자정에 이벤트(마라톤)와 함께 시작된다. 이번 카운트다운은 200 x 200 마이크론 영역의 세포를 맵핑하는 작업이다. 이 구역을 16섹터로 나누어서 작업한다. 한 개의 섹터에는 100~140개의 세포가 있는데, 결국 16섹터를 맵핑하는 것은 약 1600개의 세포를 맵핑하는 것이다. 이 작업은 2018년이 지나서도 끝나지 않을수도 있다고 한다. (2018.02.25 기준. 아직도 진행중)

## 게임 방법

### 게임시작 및 방법
아이와이어 홈페이지에 들어가서 이메일을 사용하여 회원가입을 하거나 페이스북 계정을 이용하여 로그인한다. 이후, 3D 맵핑을 위한 간단한 교육과 튜토리얼이 이어진다. 위 교육 및 튜토리얼을 끝내면 본격적으로 게임이 시작된다. '플레이하기' 버튼을 누르면 임의의 신경세포체가 나타난다. 이때 튜토리얼과는 달리 하단에 진행바가 나타나지 않으므로 신경세포체의 가지를 잘 추적하여 큐브의 끝에 닿도록 해야한다. 대부분의 뉴런은 끝이 오돌토돌하여 연결 부위가 존재하며, 이는 큐브의 다른 쪽 끝으로 계속하여 추적해야 한다는 의미이다. 하지만 끝이 오돌토돌하지 않고 전구모양처럼 매끈하게 되는 경우처럼 뉴런의 말단이 나타나기도 한다. 이후 플레이 화면 밑의 '큐브 제출하기'를 눌러 점수를 얻고 다음 큐브로 넘어간다.
큐브의 난이도가 너무 어려운 경우에는 '큐브 건너뛰기'를 클릭하여 다음 큐브로 바로 넘어갈 수 있다. 게임을 하는 도중 어려움을 겪는다면 채팅창에서 길잡이(Scout), 큰낫(Scythe), 중재자(Moderator), 멘토(Mentor)에게 도움을 요청할 수 있다. 또 큐브중에는 오류가 존재하는 큐브가 존재 할 수 있으므로, 큐브에 문제가 존재하는 것을 보았다면 길잡이(Scout), 큰낫(Scythe), 중재자(Moderator), 멘토(Mentor)에게 이 사실을 알려야 한다.

### 개척하기과 개척자
개척이란 처음으로 큐브를 플레이하는 것을 의미하고, 개척을 한 플레이어를 개척자라 한다. 개척자의 자격 요건은 최근 플레이했던 30개의 큐브의 정확도를 판단하여 결정한다. 예를 들어 정확도가 낮은 플레이어가 최근 30개의 큐브를 기준에 맞는 정확도에 따라 플레이했다면 개척을 할 수 있고, 그 반대가 될 수도 있다. 아티팩트 세포의 경우 최근 30개 큐브의 정확도가 70% 이상이어야 하고, 렐릭 세포의 경우 최근 30개 큐브의 정확도가 80% 이상이 되어야 한다. 개척자는 큐브를 제출하기 전까지는 개척이라는 것을 모르고 제출을 한 후에야 채팅창에서 개척을 했다는 문구가 나온다. 이후 다른 3명의 플레이어가 개척자가 개척한 큐브를 플레이 하는 경우 개척자는 그 큐브에 대한 정상적인 점수를 얻게된다. 레벨 1 세포에서의 개척점수는 25점이고, 레벨 2 세포에서의 개척점수는 50점이다.

## 지위와 역할
아이와이어에는 여러 가지 역할을 수행하는 플레이어들이 있다. 상급플레이어는 승급심사나 여러 이벤트 참가하여 길잡이(Scout), 큰낫(Scythe), 중재자(Moderator), 멘토(Mentor)로 승급할 수 있다. 큰낫(Scythe)의 경우, 길잡이(Scout) 경력이 있어야 승급이 가능하다.
- 플레이어 : 아이와이어의 튜토리얼을 끝낸지 얼마 지나지 않은 사람이나 정확도가 다른 플레이어에 비해 낮은 사람을 뜻한다. 하지만 대부분 상급 플레이어로 승급된다.
- 상급 플레이어 : 아이와이어 플레이 방식이나 경험이 플레이어보다 높은 사람을 뜻한다.
- 길잡이(Scout) : 큐브에서 빠진 조각이나 빠진 가지 그리고 합쳐짐이 보일 경우, 이를 큰낫(Scythe), 사신(관리자)에게 알리는 역할을 한다.
- 큰낫(Scythe) : 큐브에서 빠진 조각이나 빠진 가지 그리고 합쳐짐이 보일 경우, 또는 길잡이(Scout)가 표시를 해놓은 큐브의 뉴런을 직접 수정하는 역할을 한다.
- 중재자(Moderator) : 게임 내 채팅방 관리를 하며, 욕설과 같은 말을 쓰는 플레이어를 보는 경우 경고 후 적절한 조치를 하는 역할을 한다.
- 멘토(Mentor) : 게임에 관해 모르는 것이나 팁을 주고 직접 큐브로 들어가 플레이어와 같이 큐브를 완성해나가는 역할을 한다.

한 플레이어는 두 개 이상의 지위를 가질 수 있다. 예를 들어 길잡이(Scout)인 플레이어가 멘토(Mentor)가 되는 것처럼 두가지 지위를 가질 수도 있고, 큰낫(Scythe)인 플레이어가 중재자(Moderator)와 멘토(Mentor)가 되는 것처럼 세 가지 지위를 가질 수도 있다.

## 이벤트
아이와이어에서는 여러 이벤트를 통해 높은 점수와 정확도를 받을 수 있을 뿐만 아니라 여러 사은품을 받을 수도 있고 승급 심사를 받을 수도 있다.
- 해피아워 180º : 미국 동부시간 기준으로 낮 시간일때, 밤 시간인 나라는 평소보다 더 많은 점수를 주는 '해피아워'에 참여할 수 없었다. 이를 해결하기 위해 매주 목요일, 한국시간 기준 10시~12시에 '해피아워' 이벤트가 열린다. 미국의 반대 나라 (180º인 나라)에서 실시하는 해피아워라 하여 '해피아워 180º'라 이름 붙여졌다. 이 시간대에는 일반플레이어와 한국인 관리자, 길잡이(Scouts), 큰낫(Scythe), 중재자(Moderator), 멘토(Mentor)간의 적극적인 대화를 할 수 있다. 게임을 하며 어려운 큐브를 만났을 때 관리자들에게 도움을 요청할 수도 있고, 게임플레이에 대하여 도움을 요청할 수도 있으며, 여러 이벤트를 빨리 알 수도 있다.